# 特定常规武器公约
《特定常规武器公约》于1980年10月10日在日内瓦获得通过并于1983年12月正式生效，旨在禁止或限制使用某些被认为具有过分伤害力或滥杀滥伤作用的常规武器。公约全称是《禁止或限制使用某些可被认为具有过分伤害力或滥杀滥伤作用的常规武器公约》。公约包括地雷、诡雷、燃烧弹、致盲激光武器和清除未爆炸弹药。

## 目标
公约及其议定书的目标是制定新规则来保护非武装人员在战争中免受武器的伤害，并减少战斗员不必要的痛苦。公约涉及到在人体内无法用X射线检测的破片、地雷及诡雷、燃烧弹 (子弹)、激光致盲武器以及战争遗留爆炸物的清除。公约缔约国必须采取立法和其他行动以确保遵守该公约。
在涉及具体武器的公约中，除了常规武器公约与化学武器公约这两部主要公约外，还有一些议定书。这些公约及其附加议定书适用于所有类型的武装冲突，无论是国际性的还是非国际性的。但公约最初获得通过时并非如此，1996年和2001年的大会扩展了公约的适用范围。一些条款在公开敌对行动结束后也仍然适用，例如第二和第五议定书中关于减少地雷和未爆炸弹药的条款。
特定常规武器公约缺少核实和执行机制，也没有制定关于解决遵守问题的正式程序。缔约国可以拒绝对公约或任一议定书的承诺，但在其通知公约保存人联合国秘书长其摆脱公约义务的意图之后的一年中，缔约国仍受到公约的法律约束。

## 通过与生效
特定常规武器公约包含一系列附加议定书，这些议定书于1980年10月10日在日内瓦制定，并于1983年12月2日生效。截至2024年7月，公约有128个缔约国。 一些国家并未通过全部5个议定书，作为缔约国必须通过至少2个议定书。
公约包含5个议定书：
- 第一附加议定书限制使用产生不可检测碎片的武器
- 第二议定书限制使用地雷饵雷
- 第三议定书限制使用燃烧武器
- 第四议定书限制使用激光致盲武器（1995年10月13日在维也纳获得通过）
- 第五议定书规定了清理战争遗留爆炸物的义务和最佳实践，2003年11月28日于日内瓦获得通过[4]

第二议定书在1996年获得修订（扩大了适用范围）并于1998年12月3日生效。截至2015年1月，第二议定书共有102个签署国。 修订增加了对于在国内冲突中使用地雷的限制；对于遥布地雷确立了问责标准；并禁止在杀伤人员地雷中使用不可检测的碎片。但议定书未能全面禁止地雷，这最终促成了渥太华条约的创立。

## 第一议定书：不可检测的碎片
关于不可测碎片的第一议定书规定禁止使用任何主要以破片效果杀伤并且在人体内无法用X射线检测的武器。原因在于这种破片难以清除而且会造成不必要的痛苦。议定书适用于“主要作用”以破片作为杀伤效果的武器，但并没有完全禁止在武器中加入塑料等物质。

## 第二议定书：地雷、饵雷和其它装置
禁止或限制使用地雷、饵雷和其它装置的第二议定书于1996年5月3日修订，加强其原有条款并扩大了适用范围以适用于所有武装冲突。议定书对地雷进行限制但并没有禁止地雷。议定书禁止使用和转让无法检测的反步兵地雷；禁止在受到监督的标界区内使用没有自毁性和自失能性的地雷；禁止针对平民使用地雷和诡雷；要求冲突各方在冲突结束时清除地雷和诡雷；扩大了对联合国及其它机构执行维和等任务的人员保护；要求各国在其管辖范围内遵守这些条款；并呼吁在出现违法行为时予以制裁。

## 第三议定书：燃烧武器
禁止或限制使用燃烧武器的第三议定书规定禁止在任何条件下，使用燃烧武器袭击平民，包括民用设施。燃烧武器是指主要被设计用于通过火焰，热量或二者的综合作用，引起目标燃烧的武器。议定书还禁止向位于平民聚集区的军事目标空投燃烧武器，并限制以其它方式投送燃烧武器。不得将森林或其它植物作为攻击目标，除非它们被用于藏匿战斗员或军事目标。第三议定书列出了某些弹药种类，例如烟雾弹等仅具有次要或偶发燃烧效应的弹药；这些类型的弹药未被视为燃烧武器。

## 第四议定书：激光致盲武器
关于激光致盲武器的议定书规定禁止使用会造成永久性失明的激光武器。缔约国不能向任何国家或非国家行为体转让此种武器。 议定书并未禁止具有意外或连带致盲效应的激光武器，但必须采取一切可行预防措施来避免致盲。

## 第五议定书：战争遗留爆炸物
关于战争遗留爆炸物的第五议定书要求清理未爆炸弹药，例如集束弹药未爆炸的子炸弹以及被遗弃的爆炸性武器。第五议定书规定在战争结束时，使用过爆炸性武器的冲突方有责任协助清理未爆炸弹药。议定书还要求各方在一定的条件下，提供有关其使用爆炸性武器的信息。冲突后各方负责对己方控制领土的清理工作。议定书不适用于地雷和第二议定书所包括的武器。 20世纪90年代，国际社会认识到针对未爆炸弹药的保护措施严重不足，借此契机诞生了这部议定书。议定书于2003年获得通过，并于2006年生效。

## 其它建议
截至2017年，《特定常规武器公约》未能就增加遵守公约机制以帮助确保各方履行承诺的谈判达成共识。中国和俄罗斯反对限制反装甲地雷，例如反对要求反装甲地雷自行失效。2010年代，《特定常规武器公约》就限制致命性自主武器展开谈判。截至2021年，绝大多数大国反对禁止致命性的自主武器。